# Gramática de casos
La gramática de casos es el módulo gramatical que se encarga de estudiar la distribución y el movimiento de los sintagmas nominales. Como teoría de análisis gramatical fue desarrollada a partir 1968 por el lingüista americano Charles J. Fillmore en el contexto de la Gramática transformacional. Según esta teoría, una predicación está constituida por un verbo que es combinado con uno o varios papeles temáticos, tales como el Agente, el Tema o el Instrumental. Estos papeles temáticos toman la forma de sintagmas nominales, y la distribución de estos viene dada por el caso gramatical, que es una propiedad asignada a los SN de manera obligatoria, pues en caso de carecer de ella, la frase resultante no sería gramatical. La labor del caso es pues la de asignar una función gramatical específica a cada sintagma nominal.

## Introducción
En la teoría de Fillmore, el verbo selecciona un cierto número de casos profundos o papeles temáticos que forman su marco casual. Así, el marco casual abastece de información importante sobre la valencia semántica del sintagma verbal, del adjetival y del nomimal. Los casos profundos están sometidos a un cierto número de restricciones: por ejemplo, un caso profundo puede aparecer en una frase sólo una vez. Hay unos casos que son obligatorios (argumentos), mientras que otros son facultativos. No está permitido suprimir casos obligatorios; haciendo esto, obtenemos frases agrammaticales como: María dio las manzanas ____.
Dentro de un predicado, los elementos que pueden asignar caso son los verbos y las preposiciones, que imponen el caso morfológico adecuado en los sintagmas nominales. A esta relación sintagmática se la denomina rección. Como puede verse, los casos gramaticales están íntimamente relacionados con los papeles temáticos, sin embargo la noción de caso es de naturaleza sintáctica, mientras la de papel temático es de naturaleza semántica.

## Caso estructural y caso inherente
En términos de Principios y parámetros el caso gramatical es un principio de la Gramática universal que puede realizarse mediante diferentes parámetros en las distintas lenguas: mediante un sistema morfológico-sintáctico o de forma inherente. Todo sintagma nominal debe estar dotado de caso gramatical; a esta condición se la denomina filtro de caso.

### Caso estructural
- Las lenguas flexivas como el latín o el alemán designan el caso gramatical mediante un sistema declinatorio basado en desinencias morfológicas:

Der Mann sieht den Hund.
el hombre ve al perro
'el hombre ve al perro'
Der Hund sieht den Mann.
El perro ve al hombre.

Caesar Pingas vincit
César a las pingas vence
- Otras lenguas, como el inglés, emplean un parámetro distinto: a través de la rección obligan a que cada función gramatical ocupe un lugar específico en la estructura de la frase (entre paréntesis la posición de cada SN según la teoría de la X'): sujeto especificador del sintagma flexional] caso nominativo, verbo, objeto [complemento del verbo] caso acusativo.

Abby fears the police.
Abby teme a la policía.
*Fears the police Abby.
Teme a la policía Abby.
En ambos ejemplos la asignación del caso depende de si el sintagma nominal se encuentra en situación de rección con el elemento asignador de caso: la flexión verbal, el verbo y las preposiciones. En el latín y el alemán la asignación puede apreciarse en la forma fonética, pues se presenta en forma de morfemas anexionados a la raíz. La obligatoriedad posicional de los elementos en el inglés se debe a que los sintagmas nominales deben moverse hasta cierta posición para obtener caso.

### Caso inherente
El caso inherente, por su parte, es dependiente de la asignación de papeles temáticos. Generalizando se considera que los casos genitivo, dativo y partitivo son ejemplos de caso inherente. Se considera que el caso es una propiedad idiosincrática del papel temático cuya función cumple el SN en la frase.
John's belief of the rumor (genitivo)
De John creencia del rumor
La creencia de John en el rumor.

## Rección
La relación sintagmática de dependencia gramatical entre un elemento X y un elemento Y se denomina rección, en la cual el elemento dominante será siempre la flexión temporal finita, un verbo o una preposición, y el elemento sujeto a la rección un sintagma nominal. La flexión, el verbo y las preposiciones tienen en común la característica [-N], de modo que para que se dé la rección debemos contar con:
- Un elemento A que es una unidad rectora (en este caso será [-N].
- A debe Mandar-M B
- Ninguna barrera (máxima projección) interfiere entre A y B.

### Mando-M
Si X y Y son dos nodos en un árbol sintáctico, X manda-M Y si y sólo si:
- X no domina Y,
- Y no domina X, y
- la máxima projección de X domina Y.